# Polônia nos Jogos Olímpicos de Verão de 2008
A  Polônia(pt-BR) ou Polónia(pt-PT?) participou dos Jogos Olímpicos de Verão de 2008, em Pequim, na China. O país estreou nos Jogos em 1924 e esta foi sua 18ª participação. A Polônia enviou aos Jogos 268 atletas que competiram em 22 esportes. A primeira medalha do país foi uma prata na esgrima, no sexto dia de competição. No mesmo dia, Tomasz Majewski conquistou o primeiro ouro do país no arremesso de peso.

## Medalhas

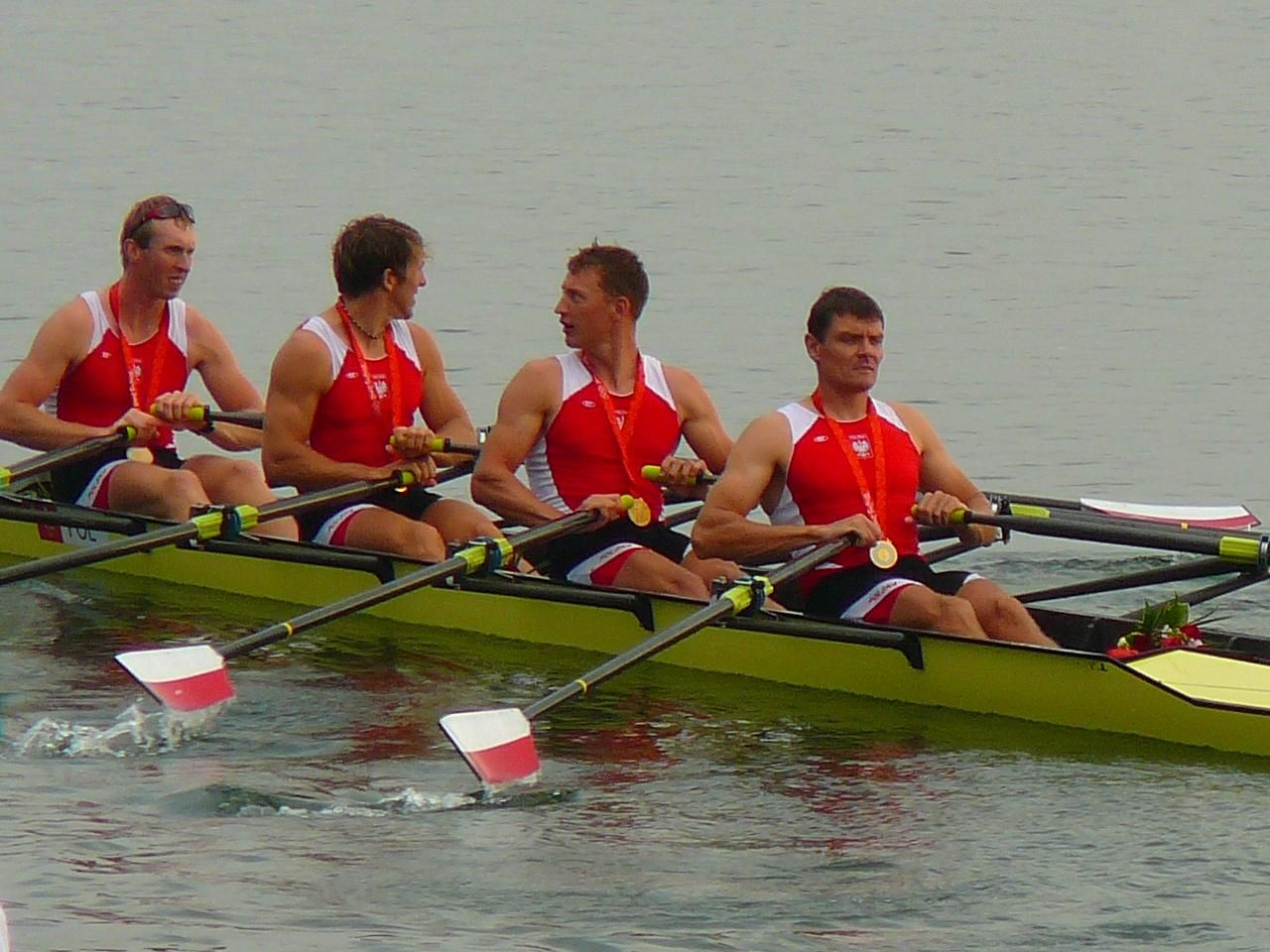
Quarteto polonês campeão olímpico no skiff quádruplo do remo.

| Atleta                                                               | Esporte             | Evento                       | Medalha |
| -------------------------------------------------------------------- | ------------------- | ---------------------------- | ------- |
| Tomasz Majewski                                                      | Atletismo           | Arremesso de peso masculino  | Ouro    |
| Michał Jeliński Marek Kolbowicz Adam Korol Konrad Wasielewski        | Remo                | Skiff quádruplo masculino    | Ouro    |
| Leszek Blanik                                                        | Ginástica artística | Salto masculino              | Ouro    |
| Tomasz Motyka Adam Wiercioch Radosław Zawrotniak Robert Andrzejuk    | Esgrima             | Espada por equipes masculino | Prata   |
| Łukasz Pawłowski Bartłomiej Pawełczak Miłosz Bernatajtys Paweł Rańda | Remo                | Quatro sem leve masculino    | Prata   |
| Szymon Kołecki                                                       | Halterofilismo      | Até 94 kg masculino          | Prata   |
| Piotr Małachowski                                                    | Atletismo           | Arremesso de disco masculino | Prata   |
| Maja Włoszczowska                                                    | Ciclismo            | Cross-country feminino       | Prata   |
| Aneta Konieczna Beata Mikołajczyk                                    | Canoagem            | K-2 500 m feminino           | Prata   |
| Agnieszka Wieszczek                                                  | Lutas               | Livre até 72 kg feminino     | Bronze  |

## Desempenho

### Atletismo
Masculino
| Atletas                                                          | Evento                | Preliminares  | Preliminares  | Quartas    | Quartas | Semifinal   | Semifinal   | Final           | Final            |
| Atletas                                                          | Evento                | Marca         | Posição       | Marca      | Posição | Marca       | Posição     | Marca           | Posição          |
| ---------------------------------------------------------------- | --------------------- | ------------- | ------------- | ---------- | ------- | ----------- | ----------- | --------------- | ---------------- |
| Dariusz Kuć                                                      | 100 metros            | 10s44         | 37º           | 10s46      | 39º     | Não avançou | Não avançou | Não avançou     | Não avançou      |
| Marcin Jędrusiński                                               | 200 metros            | 20s64         | 17º           | 20s58 (SB) | 18º     | Não avançou | Não avançou | Não avançou     | Não avançou      |
| Marcin Lewandowski                                               | 800 metros            | 1m45s89 (SB)  | 9º            |            |         | 1m47s24     | 20º         | Não avançou     | Não avançou      |
| Paweł Czapiewski                                                 | 800 metros            | 1m47s66       | 35º           |            |         | Não avançou | Não avançou | Não avançou     | Não avançou      |
| Artur Noga                                                       | 110 m com barreiras   | 13s53         | 12º           | 13s36 (PB) | 4º      | 13s34 (PB)  | 5º          | 13s36           | 5º               |
| Marek Plawgo                                                     | 400 m com barreiras   | 49s17         | 7º            |            |         | 48s75       | 8º          | 48s52           | 6º               |
| Tomasz Szymkowiak                                                | 3000 m com obstáculos | 8m29s37       | 24º           |            |         |             |             | Não avançou     | Não avançou      |
| Jakub Jelonek                                                    | 20km marcha atlética  |               |               |            |         |             |             | 1h30 m37s       | 46º              |
| Rafał Augustyn                                                   | 20km marcha atlética  |               |               |            |         |             |             | 1h24m25s        | 29º              |
| Rafał Fedaczyński                                                | 50km marcha atlética  |               |               |            |         |             |             | 3h46m51s (PB)   | 8º               |
| Grzegorz Sudoł                                                   | 50km marcha atlética  |               |               |            |         |             |             | 3h47m18s        | 9º               |
| Artur Brzozowski                                                 | 50km marcha atlética  |               |               |            |         |             |             | Desclassificado | Desclassificado  |
| Arkadiusz Sowa                                                   | Maratona              |               |               |            |         |             |             | 2h24m48s        | 54º              |
| Henryk Szost                                                     | Maratona              |               |               |            |         |             |             | 2h19m43s        | 34º              |
| Marcin Andrzej Nowak Łukasz Chyła Marcin Jędrusiński Dariusz Kuć | Revezamento 4x100 m   | Não completou | Não completou |            |         |             |             | Não avançou     | Não avançou      |
| Rafał Wieruszewski Piotr Klimczak Piotr Kędzia Marek Plawgo      | Revezamento 4x400 m   | 3m00s74 (SB)  | 8º            |            |         |             |             | 3m00s32 (SB)    | 7º               |
| Michał Bieniek                                                   | Salto em altura       | 2,20 m        | 24º           |            |         |             |             | Não avançou     | Não avançou      |
| Marcin Starzak                                                   | Salto em distância    | 7,62m         | 33º           |            |         |             |             | Não avançou     | Não avançou      |
| Przemysław Czerwiński                                            | Salto com vara        | 5,65m         | 7º            |            |         |             |             | 5,45m           | 11º              |
| Tomasz Majewski                                                  | Arremesso de peso     | 21,04m (PB)   | 1º            |            |         |             |             | 21,51m (PB)     | Medalha de ouro  |
| Igor Janik                                                       | Lançamento de dardo   | 77,63m        | 16º           |            |         |             |             | Não avançou     | Não avançou      |
| Piotr Małachowski                                                | Arremesso de disco    | 65,94m        | 1º            |            |         |             |             | 67,82m          | Medalha de prata |
| Szymon Ziółkowski                                                | Arremesso de martelo  | 79,55m (SB)   | 2º            |            |         |             |             | 79,22m          | 7º               |

Feminino
| Atletas                                                                           | Evento                | Preliminares                                | Preliminares | Quartas     | Quartas     | Semifinal   | Semifinal   | Final                                       | Final       |
| Atletas                                                                           | Evento                | Marca                                       | Posição      | Marca       | Posição     | Marca       | Posição     | Marca                                       | Posição     |
| --------------------------------------------------------------------------------- | --------------------- | ------------------------------------------- | ------------ | ----------- | ----------- | ----------- | ----------- | ------------------------------------------- | ----------- |
| Daria Korczyńska                                                                  | 100 metros            | 11s22 (PB)                                  | 3º           | 11s41       | 21º         | Não avançou | Não avançou | Não avançou                                 | Não avançou |
| Marta Jeschke                                                                     | 200 metros            | 23s59                                       | 33º          | Não avançou | Não avançou | Não avançou | Não avançou | Não avançou                                 | Não avançou |
| Monika Bejnar                                                                     | 400 metros            | 52s80                                       | 31º          |             |             | Não avançou | Não avançou | Não avançou                                 | Não avançou |
| Anna Rostkowska                                                                   | 800 metros            | 2m02s11                                     | 24º          |             |             | 1m58s84     | 12º         | Não avançou                                 | Não avançou |
| Sylwia Ejdys                                                                      | 1500 metros           | 4m08s37                                     | 13º          |             |             |             |             | Não avançou                                 | Não avançou |
| Anna Jakubczak                                                                    | 1500 metros           | 4m07s33                                     | 12º          |             |             |             |             | Não avançou                                 | Não avançou |
| Lidia Chojecka                                                                    | 1500 metros           | 4m19s57                                     | 31º          |             |             |             |             | Não avançou                                 | Não avançou |
| Katarzyna Kowalska                                                                | 3000 m com obstáculos | 9m47s02                                     | 30º          |             |             |             |             | Não avançou                                 | Não avançou |
| Wioletta Frankiewicz                                                              | 3000 m com obstáculos | 9m21s88 (SB)                                | 4º           |             |             |             |             | 9m21s76 (SB)                                | 8º          |
| Aurelia Trywiańska                                                                | 100 m com barreiras   | 12s98                                       | 15º          |             |             | 12s96       | 11º         | Não avançou                                 | Não avançou |
| Anna Jesień                                                                       | 400 m com barreiras   | 55s35                                       | 7º           |             |             | 54s36       | 4º          | 54s29 (SB)                                  | 5º          |
| Sylwia Korzeniowska                                                               | 20 km marcha atlética |                                             |              |             |             |             |             | 1h31m19s                                    | 20º         |
| Monika Drybulska                                                                  | Maratona              |                                             |              |             |             |             |             | 2h32m39s (SB)                               | 24º         |
| Dorota Gruca                                                                      | Maratona              |                                             |              |             |             |             |             | 2h33m32s                                    | 30º         |
| Ewelina Klocek Daria Korczyńska Dorota Jędrusińska Joanna Kocielnik Marta Jeschke | Revezamento 4x100 m   | Klocek Korczyńska Jędrusińska Jeschke 43s47 | 7º           |             |             |             |             | Klocek Korczyńska Jędrusińska Kocielnik DSQ | -           |
| Monika Bejnar Jolanta Wójcik Anna Jesień Grażyna Prokopek                         | Revezamento 4x400 m   | 3m28s23                                     | 11º          |             |             |             |             | Não avançou                                 | Não avançou |
| Monika Pyrek                                                                      | Salto com vara        | 4,50 m                                      | 8º           |             |             |             |             | 4,70 m                                      | 5º          |
| Anna Rogowska                                                                     | Salto com vara        | 4,50 m                                      | 8º           |             |             |             |             | 4,45m                                       | 10º         |
| Joanna Piwowarska                                                                 | Salto com vara        | 4,30 m                                      | 19º          |             |             |             |             | Não avançou                                 | Não avançou |
| Krystyna Zabawska                                                                 | Arremesso de peso     | Sem marca                                   | Sem marca    |             |             |             |             | Não avançou                                 | Não avançou |
| Barbara Madejczyk                                                                 | Lançamento de dardo   | 62,81m (SB)                                 | 6º           |             |             |             |             | 62,02m                                      | 7º          |
| Urszula Jasińska                                                                  | Lançamento de dardo   | 59,28m                                      | 14º          |             |             |             |             | Não avançou                                 | Não avançou |
| Wioletta Potępa                                                                   | Arremesso de disco    | 59,44m                                      | 17º          |             |             |             |             | Não avançou                                 | Não avançou |
| Joanna Wiśniewska                                                                 | Arremesso de disco    | 59,40 m                                     | 18º          |             |             |             |             | Não avançou                                 | Não avançou |
| Żaneta Glanc                                                                      | Arremesso de disco    | Sem marca                                   | Sem marca    |             |             |             |             | Não avançou                                 | Não avançou |
| Anita Włodarczyk                                                                  | Arremesso de martelo  | 71,76m                                      | 6º           |             |             |             |             | 71,56m                                      | 6º          |
| Kamila Skolimowska                                                                | Arremesso de martelo  | 69,79m                                      | 10º          |             |             |             |             | Sem marca                                   | Sem marca   |
| Małgorzata Zadura                                                                 | Arremesso de martelo  | 64,13m                                      | 38º          |             |             |             |             | Não avançou                                 | Não avançou |

### Badminton
Masculino
| Atleta                         | Evento  | Fase de 64                       | Fase de 32                                 | Fase de 16                                   | Quartas                                                  | Semifinais             | Final                  | Final       |
| Atleta                         | Evento  | Adversário e resultado           | Adversário e resultado                     | Adversário e resultado                       | Adversário e resultado                                   | Adversário e resultado | Adversário e resultado | Posição     |
| ------------------------------ | ------- | -------------------------------- | ------------------------------------------ | -------------------------------------------- | -------------------------------------------------------- | ---------------------- | ---------------------- | ----------- |
| Przemysław Wacha               | Simples | EST R. Must V 2-0 (21-14; 21-15) | SUI C. Bösiger V 2-1 (21-12; 11-21; 21-19) | CHN Bao C. D 1-2 (11-21; 21-19; 13-21)       | Não avançou                                              | Não avançou            | Não avançou            | Não avançou |
| Michał Łogosz Robert Mateusiak | Duplas  |                                  |                                            | AUS G. Warfe - R. Smith V 2-0 (21-13; 21-16) | DEN L. Paaske - J. Rasmussen D 1-2 (21-17; 11-21; 15-21) | Não avançou            | Não avançou            | Não avançou |

Feminino
| Atleta          | Evento  | Fase de 64                       | Fase de 32             | Fase de 16             | Quartas                | Semifinais             | Final                  | Final       |
| Atleta          | Evento  | Adversário e resultado           | Adversário e resultado | Adversário e resultado | Adversário e resultado | Adversário e resultado | Adversário e resultado | Posição     |
| --------------- | ------- | -------------------------------- | ---------------------- | ---------------------- | ---------------------- | ---------------------- | ---------------------- | ----------- |
| Kamila Augustyn | Simples | KOR Jun J-Y. D 0-2 (15-21; 5-21) | Não avançou            | Não avançou            | Não avançou            | Não avançou            | Não avançou            | Não avançou |

Misto
| Atleta                               | Evento | Fase de 64             | Fase de 32             | Fase de 16                                     | Quartas                                | Semifinais             | Final                  | Final       |
| Atleta                               | Evento | Adversário e resultado | Adversário e resultado | Adversário e resultado                         | Adversário e resultado                 | Adversário e resultado | Adversário e resultado | Posição     |
| ------------------------------------ | ------ | ---------------------- | ---------------------- | ---------------------------------------------- | -------------------------------------- | ---------------------- | ---------------------- | ----------- |
| Robert Mateusiak Nadieżda Kostiuczyk | Duplas |                        |                        | SEY G. Cupidon - J. Ah-Wan V 2-0 (21-8; 21-19) | CHN He H. - Yu Y. D 0-2 (20-22; 21-23) | Não avançou            | Não avançou            | Não avançou |

### Boxe
| Atleta          | Evento             | Fase de 32                    | Fase de 16               | Quartas                  | Semifinais             | Final                  |
| Atleta          | Evento             | Adversário e resultado        | Adversário e resultado   | Adversário e resultado   | Adversário e resultado | Adversário e resultado |
| --------------- | ------------------ | ----------------------------- | ------------------------ | ------------------------ | ---------------------- | ---------------------- |
| Łukasz Maszczyk | Peso mosca-ligeiro | SLE S. Kargbo V RSC           | NAM J. Uutoni V PTS 5+:5 | IRL P. Barnes D PTS 5:11 | Não avançou            | Não avançou            |
| Rafał Kaczor    | Peso mosca         | KAZ M. Sarsembayev D PTS 5:14 | Não avançou              | Não avançou              | Não avançou            | Não avançou            |

### Canoagem de velocidade
Masculino
| Atleta                                                       | Evento     | Preliminar | Preliminar | Semifinais | Semifinais | Final       | Final       |
| Atleta                                                       | Evento     | Tempo      | Posição    | Tempo      | Posição    | Tempo       | Posição     |
| ------------------------------------------------------------ | ---------- | ---------- | ---------- | ---------- | ---------- | ----------- | ----------- |
| Paweł Baraszkiewicz                                          | C-1 500 m  | 1m50s463   | 3º         | 1m51s744   | 3º         | 1m50s048    | 8º          |
| Marcin Grzybowski                                            | C-1 1000 m | 4m02s010   | 3º         | 4m00s226   | 4º         | Não avançou | Não avançou |
| Daniel Jędraszko Roman Rykiewicz                             | C-2 500 m  | 1m42s309   | 3º         |            |            | 1m44s389    | 9º          |
| Wojciech Tyszyński Paweł Baraszkiewicz                       | C-2 1000 m | 3m42s177   | 5º         | 3m42s435   | 1º         | 3m42s845    | 7º          |
| Marek Twardowski                                             | K-1 500 m  | 1m39s436   | 4º         | 1m43s733   | 5º         | Não avançou | Não avançou |
| Marek Twardowski Adam Wysocki                                | K-2 500 m  | 1m32s107   | 6º         | 1m31s481   | 2º         | 1m31s869    | 8º          |
| Adam Seroczyński Mariusz Kujawski                            | K-2 1000 m | 3m18s282   | 2º         |            |            | 3m14s828    | 4º DSQ      |
| Marek Twardowski Tomasz Mendelski Paweł Baumann Adam Wysocki | K-4 1000 m | 2m59s290   | 3º         |            |            | 2m59s505    | 6º          |

Feminino
| Atleta                                                                  | Evento    | Preliminar | Preliminar | Semifinais | Semifinais | Final       | Final            |
| Atleta                                                                  | Evento    | Tempo      | Posição    | Tempo      | Posição    | Tempo       | Posição          |
| ----------------------------------------------------------------------- | --------- | ---------- | ---------- | ---------- | ---------- | ----------- | ---------------- |
| Malgorzata Chojnacka                                                    | K-1 500 m | 1m53s635   | 6º         | 1m55s619   | 8º         | Não avançou | Não avançou      |
| Beata Mikołajczyk Aneta Konieczna                                       | K-2 500 m | 1m44s631   | 2º         |            |            | 1m42s092    | Medalha de prata |
| Beata Mikołajczyk Aneta Konieczna Edyta Dzieniszewska Dorota Kuczkowska | K-4 500 m | 1m36s497   | 2º         |            |            | 1m34s752    | 4º               |

### Canoagem slalom
Masculino
| Atleta                      | Evento | Preliminar | Preliminar | Preliminar | Preliminar | Preliminar | Preliminar | Semifinais | Semifinais | Final       | Final       | Total       | Posição     |
| Atleta                      | Evento | Descida 1  | Posição    | Descida 2  | Posição    | Total      | Posição    | Tempo      | Posição    | Tempo       | Posição     | Total       | Posição     |
| --------------------------- | ------ | ---------- | ---------- | ---------- | ---------- | ---------- | ---------- | ---------- | ---------- | ----------- | ----------- | ----------- | ----------- |
| Krzysztof Bieryt            | C-1    | 95s39      | 13º        | 87s90      | 10º        | 183s29     | 12º        | 90s08      | 3º         | 110s13      | 8º          | 200s21      | 8º          |
| Paweł Sarna Marcin Pochwała | C-2    | 98s38      | 6º         | 100s37     | 8º         | 198s75     | 7º         | 105s32     | 8º         | Não avançou | Não avançou | Não avançou | Não avançou |
| Dariusz Popiela             | K-1    | 85s51      | 6º         | 85s51      | 6º         | 171s02     | 5º         | 88s49      | 7º         | 91s19       | 7º          | 179s68      | 8º          |

Feminino
| Atleta            | Evento | Preliminar | Preliminar | Preliminar | Preliminar | Preliminar | Preliminar | Semifinais | Semifinais | Final  | Final   | Total  | Posição |
| Atleta            | Evento | Descida 1  | Posição    | Descida 2  | Posição    | Total      | Posição    | Tempo      | Posição    | Tempo  | Posição | Total  | Posição |
| ----------------- | ------ | ---------- | ---------- | ---------- | ---------- | ---------- | ---------- | ---------- | ---------- | ------ | ------- | ------ | ------- |
| Agnieszka Stanuch | K-1    | 101s16     | 8º         | 101s76     | 10º        | 202s92     | 8º         | 116s46     | 9º         | 104s62 | 4º      | 221s08 | 5º      |

### Ciclismo de estrada
Masculino
| Atleta             | Evento             | Final               | Final   |
| Atleta             | Evento             | Tempo               | Posição |
| ------------------ | ------------------ | ------------------- | ------- |
| Tomasz Marczyński  | Corrida em estrada | 6h49m59s (+26m10s)  | 83º     |
| Jacek Morajko      | Corrida em estrada | 6h34m26s (+10 m37s) | 54º     |
| Przemysław Niemiec | Corrida em estrada | 6h24m11s (+0 m22s)  | 15º     |
| Przemysław Niemiec | Contra o relógio   | 1h08m43s (+6m23s)   | 33º     |

Feminino
| Atleta          | Evento             | Final              | Final   |
| Atleta          | Evento             | Tempo              | Posição |
| --------------- | ------------------ | ------------------ | ------- |
| Paulina Brzeźna | Corrida em estrada | 3h18m46s (+0 m21s) | 8º      |

### Ciclismo Mountain Bike
Masculino
| Atleta         | Evento        | Final    | Final   |
| Atleta         | Evento        | Tempo    | Posição |
| -------------- | ------------- | -------- | ------- |
| Marek Galiński | Cross-country | 2h01m29s | 13º     |

Feminino
| Atleta                | Evento        | Final    | Final            |
| Atleta                | Evento        | Tempo    | Posição          |
| --------------------- | ------------- | -------- | ---------------- |
| Aleksandra Dawidowicz | Cross-country | 1h51m21s | 10º              |
| Maja Włoszczowska     | Cross-country | 1h45m59s | Medalha de prata |

### Ciclismo de pista
Masculino
| Atleta                                             | Evento                 | Qualificação            | Qualificação | 1ª Ronda               | 1ª Ronda                                     | 2ª Ronda               | 2ª Ronda    | Quartas                | Semifinal              | Final                  | Final       |
| Atleta                                             | Evento                 | Tempo Vel. média (km/h) | Pos.         | Adversário e resultado | Repescagem                                   | Adversário e resultado | Repescagem  | Adversário e resultado | Adversário e resultado | Adversário e resultado | Pos.        |
| -------------------------------------------------- | ---------------------- | ----------------------- | ------------ | ---------------------- | -------------------------------------------- | ---------------------- | ----------- | ---------------------- | ---------------------- | ---------------------- | ----------- |
| Łukasz Kwiatkowski                                 | Velocidade             | 10.504 68,545 km/h      | 17º          | GBR J. Kenny D 10.672  | MAS A. Hasni Awang JPN T. Kitatsuru D 10.959 | Não avançou            | Não avançou | Não avançou            | Não avançou            | Não avançou            | Não avançou |
| Maciej Bielecki Kamil Kuczyński Łukasz Kwiatkowski | Velocidade por equipes | 45.266                  | 13º          |                        |                                              |                        |             | Não avançou            | Não avançou            | Não avançou            | Não avançou |

| Atleta          | Evento | Preliminar | Repescagem | Semifinais    | Final                    |
| Atleta          | Evento | Posição    | Posição    | Posição       | Posição                  |
| --------------- | ------ | ---------- | ---------- | ------------- | ------------------------ |
| Kamil Kuczyński | Keirin | 5º         | 1º         | Não completou | Disputa de 7º lugar: 11º |

| Atleta          | Evento             | Pontos/Voltas | Posição |
| --------------- | ------------------ | ------------- | ------- |
| Rafał Ratajczyk | Corrida por pontos | 10/0          | 11º     |

### Esgrima
Masculino
| Atleta                                                            | Evento             | Fase de 64             | Fase de 32                  | Fase de 16             | Quartas de final       | Semifinais             | Final                  | Posição          |
| Atleta                                                            | Evento             | Adversário e resultado | Adversário e resultado      | Adversário e resultado | Adversário e resultado | Adversário e resultado | Adversário e resultado | Posição          |
| ----------------------------------------------------------------- | ------------------ | ---------------------- | --------------------------- | ---------------------- | ---------------------- | ---------------------- | ---------------------- | ---------------- |
| Tomasz Motyka                                                     | Espada individual  | MAR A. Rami V 15-11    | ITA D. Confalonieri D 10-15 | Não avançou            | Não avançou            | Não avançou            | Não avançou            | Não avançou      |
| Adam Wiercioch                                                    | Espada individual  | CHN Li G. D 11-15      | Não avançou                 | Não avançou            | Não avançou            | Não avançou            | Não avançou            | Não avançou      |
| Radosław Zawrotniak                                               | Espada individual  |                        | POR J. Videira V 15-9       | CHN Yin L. D 13-15     | Não avançou            | Não avançou            | Não avançou            | Não avançou      |
| Tomasz Motyka Radosław Zawrotniak Robert Andrzejuk Adam Wiercioch | Espada por equipes |                        |                             |                        | UKR Ucrânia V 45-37    | CHN China V 45-44      | FRA França D 29-45     | Medalha de prata |
| Sławomir Mocek                                                    | Florete individual |                        | THA N. Panchan V 15-7       | CHN Lei S. D 8-15      | Não avançou            | Não avançou            | Não avançou            | Não avançou      |
| Marcin Koniusz                                                    | Sabre individual   | VEN C. Bravo V 15-10   | GER N. Limbach D 7-15       | Não avançou            | Não avançou            | Não avançou            | Não avançou            | Não avançou      |

Feminino
| Atleta                                                       | Evento              | Fase de 64             | Fase de 32              | Fase de 16             | Quartas de final           | Semifinais                                     | Final                                    | Posição     |
| Atleta                                                       | Evento              | Adversário e resultado | Adversário e resultado  | Adversário e resultado | Adversário e resultado     | Adversário e resultado                         | Adversário e resultado                   | Posição     |
| ------------------------------------------------------------ | ------------------- | ---------------------- | ----------------------- | ---------------------- | -------------------------- | ---------------------------------------------- | ---------------------------------------- | ----------- |
| Sylwia Gruchała                                              | Florete individual  |                        | RUS A. Chanaeva D 11-12 | Não avançou            | Não avançou                | Não avançou                                    | Não avançou                              | Não avançou |
| Magdalena Mroczkiewicz                                       | Florete individual  | UKR O. Leleiko V 15-9  | ITA M. Vezzali D 3-15   | Não avançou            | Não avançou                | Não avançou                                    | Não avançou                              | Não avançou |
| Małgorzata Wojtkowiak                                        | Florete individual  |                        | CHN Zhang L. D 8-15     | Não avançou            | Não avançou                | Não avançou                                    | Não avançou                              | Não avançou |
| Sylwia Gruchała Magdalena Mroczkiewicz Małgorzata Wojtkowiak | Florete por equipes |                        |                         |                        | USA Estados Unidos D 30-31 | Classificação 5º-8º lugar GER Alemanha D 27-32 | Disputa pelo 7º lugar EGY Egito V 45-14  | 7º          |
| Bogna Jóźwiak                                                | Sabre individual    |                        | VEN A. Benítez V 15-11  | USA M. Zagunis D 13-15 | Não avançou                | Não avançou                                    | Não avançou                              | Não avançou |
| Aleksandra Socha                                             | Sabre individual    |                        | UKR O. Khomrova D 11-15 | Não avançou            | Não avançou                | Não avançou                                    | Não avançou                              | Não avançou |
| Irena Więckowska                                             | Sabre individual    | IRL S. Byrne V 15-8    | RUS E. Nechaeva V 15-12 | CHN Bao Y. D 6-15      | Não avançou                | Não avançou                                    | Não avançou                              | Não avançou |
| Bogna Jóźwiak Aleksandra Socha Irena Więckowska              | Sabre por equipes   |                        |                         |                        | CHN China D 25-45          | Classificação 5º-8º lugar CAN Canadá V 45-44   | Disputa pelo 5º lugar RUS Rússia D 36-45 | 6º          |

### Ginástica artística
Masculino
| Atleta        | Evento           | Aparelho | Aparelho | Aparelho       | Aparelho | Aparelho       | Aparelho  | Qualificação | Qualificação | Final       | Final           |
| Atleta        | Evento           | Salto    | Solo     | Cav. com alças | Argolas  | Bar. paralelas | Bar. fixa | Total        | Pos.         | Total       | Pos.            |
| ------------- | ---------------- | -------- | -------- | -------------- | -------- | -------------- | --------- | ------------ | ------------ | ----------- | --------------- |
| Leszek Blanik | Individual geral | 16,700   |          |                |          |                |           | 16,700       | 94º          | Não avançou | Não avançou     |
| Leszek Blanik | Salto            |          |          |                |          |                |           | 16,587       | 3º           | 16,537      | Medalha de ouro |

Feminino
| Atleta      | Evento           | Aparelho | Aparelho | Aparelho          | Aparelho | Qualificação | Qualificação | Final       | Final       |
| Atleta      | Evento           | Salto    | Solo     | Bar. assimétricas | Trave    | Total        | Pos.         | Total       | Pos.        |
| ----------- | ---------------- | -------- | -------- | ----------------- | -------- | ------------ | ------------ | ----------- | ----------- |
| Marta Pihan | Individual geral | 13,625   | 14,125   | 14,375            | 13,525   | 55,650       | 46º          | Não avançou | Não avançou |

### Ginástica rítmica
| Atleta         | Evento     | Qualificatória | Qualificatória | Qualificatória | Qualificatória | Qualificatória | Qualificatória | Final       | Final       | Final       | Final       | Final       | Final       |
| Atleta         | Evento     | Arco           | Corda          | Maças          | Fita           | Total          | Posição        | Arco        | Corda       | Maças       | Fita        | Total       | Posição     |
| -------------- | ---------- | -------------- | -------------- | -------------- | -------------- | -------------- | -------------- | ----------- | ----------- | ----------- | ----------- | ----------- | ----------- |
| Joanna Mitrosz | Individual | 16,250         | 15,950         | 16,025         | 16,000         | 64,225         | 16º            | Não avançou | Não avançou | Não avançou | Não avançou | Não avançou | Não avançou |

### Halterofilismo
Masculino
| Atleta             | Evento | Arranque (kg) | Arremesso (kg) | Total (kg)    | Posição          |
| ------------------ | ------ | ------------- | -------------- | ------------- | ---------------- |
| Krzysztof Szramiak | -77kg  | 161,0         | 191,0          | 352,0         | 8º               |
| Batłomiej Bonk     | -94kg  | 175,0         | Não completou  | Não completou | Não completou    |
| Szymon Kołecki     | -94kg  | 179,0         | 224,0          | 403,0         | Medalha de prata |
| Marcin Dołęga      | -105kg | 195,0         | 225,0          | 420,0         | 4º               |
| Robert Dołęga      | -105kg | 184,0         | 221,0          | 405,0         | 8º               |
| Grzegorz Kleszcz   | +105kg | 185,0         | 234,0          | 419,0         | 7º               |

Feminino
| Atleta                           | Evento | Arranque (kg) | Arremesso (kg) | Total (kg) | Posição |
| -------------------------------- | ------ | ------------- | -------------- | ---------- | ------- |
| Marzena Karpińska                | -48kg  | 79,0          | 92,0           | 171,0      | 9º      |
| Marieta Gotfryd                  | -58kg  | 90,0          | 110,0          | 200,0      | 10º     |
| Aleksandra Klejnowska-Krzywańska | -58kg  | 95,0          | 120,0          | 215,0      | 7º      |
| Dominika Misterska               | -63kg  | 94,0          | 117,0          | 211,0      | 11º     |

### Handebol
Masculino
| Equipe | Fase de grupos                                                                                  | Fase de grupos | Quartas de final       | Semifinal                                           | Final                                    | Pos. |
| Equipe | Adversário e resultado                                                                          | Pos.           | Adversário e resultado | Adversário e resultado                              | Adversário e resultado                   | Pos. |
| --- | ----------------------------------------------------------------------------------------------- | -------------- | ---------------------- | --------------------------------------------------- | ---------------------------------------- | ---- |
| Karol Bielecki Mateusz Jachlewski Bartłomiej Jaszka Mariusz Jurasik Bartosz Jurecki Michał Jurecki Rafał Kuptel Krzysztof Lijewski Marcin Lijewski Paweł Piwko Artur Siódmiak Sławomir Szmal Grzegorz Tkaczyk Tomasz Tłuczyński Marcin Wichary | CHN China V 33-19 ESP Espanha D 29-30 BRA Brasil V 28-25 CRO Croácia V 27-24 FRA França E 30-30 | 2º (Gr. A)     | ISL Islândia D 30-32   | Classificação 5º-8º lugar KOR Coreia do Sul V 29-26 | Disputa pelo 5º lugar RUS Rússia V 29-28 | 5º   |

### Hipismo
Adestramento
| Atleta           | Cavalo | Evento     | Grand Prix/ Final Equipes | Grand Prix/ Final Equipes | Grand Prix Special | Grand Prix Special | Grand Prix Freestyle/ Final Individual | Grand Prix Freestyle/ Final Individual | Resultado final | Resultado final |
| Atleta           | Cavalo | Evento     | Pontos                    | Posição                   | Pontos             | Posição            | Pontos                                 | Posição                                | Total Pontos    | Posição         |
| ---------------- | ------ | ---------- | ------------------------- | ------------------------- | ------------------ | ------------------ | -------------------------------------- | -------------------------------------- | --------------- | --------------- |
| Michał Rapcewicz | Randon | Individual | 67,500                    | 16º                       | 65,120             | 23º                | Não avançou                            | Não avançou                            | Não avançou     | Não avançou     |

CCE
| Atleta          | Cavalo  | Evento     | Adestramento | Adestramento | Cross-country | Cross-country | Saltos         | Saltos         | Saltos               | Saltos               | Total       | Total       |
| Atleta          | Cavalo  | Evento     | Adestramento | Adestramento | Cross-country | Cross-country | Qualificatória | Qualificatória | Final/ Final Equipes | Final/ Final Equipes | Total       | Total       |
| Atleta          | Cavalo  | Evento     | Pen.         | Posição      | Pen.          | Posição       | Pen.           | Posição        | Pen.                 | Posição              | Pen.        | Posição     |
| --------------- | ------- | ---------- | ------------ | ------------ | ------------- | ------------- | -------------- | -------------- | -------------------- | -------------------- | ----------- | ----------- |
| Paweł Spisak    | Weriusz | Individual | 48,70        | 27º          | 34,00         | 37º           | 0              | 1º             | 0                    | 1º                   | 82,70       | 19º         |
| Artur Społowicz | Wag     | Individual | 57,00        | 54º          | 74,40         | 51º           | 23             | 50º            | Não avançou          | Não avançou          | Não avançou | Não avançou |

### Judô
Masculino
| Atleta                | Evento  | Preliminares           | Fase de 32                     | Fase de 16                  | Quartas                 | Semifinais             | Repescagem                   | Repescagem                | Repescagem                  | Final                                             | Final       |
| Atleta                | Evento  | Preliminares           | Fase de 32                     | Fase de 16                  | Quartas                 | Semifinais             | 1ª fase                      | Quartas                   | Semifinais                  | Final                                             | Final       |
| Atleta                | Evento  | Adversário e resultado | Adversário e resultado         | Adversário e resultado      | Adversário e resultado  | Adversário e resultado | Adversário e resultado       | Adversário e resultado    | Adversário e resultado      | Adversário e resultado                            | Pos.        |
| --------------------- | ------- | ---------------------- | ------------------------------ | --------------------------- | ----------------------- | ---------------------- | ---------------------------- | ------------------------- | --------------------------- | ------------------------------------------------- | ----------- |
| Tomasz Adamiec        | -66 kg  |                        | IRI A. Miresmaeili D 0000-0001 | Não avançou                 | Não avançou             | Não avançou            | Não avançou                  | Não avançou               | Não avançou                 | Não avançou                                       | Não avançou |
| Krzysztof Wiłkomirski | -73 kg  |                        | LAT V. Zeļonijs V 0020-0010    | MGL D. Gantumur D 0010-0012 | Não avançou             | Não avançou            | Não avançou                  | Não avançou               | Não avançou                 | Não avançou                                       | Não avançou |
| Robert Krawczyk       | -81 kg  |                        | RSA M. Jago V 0120-0000        | KOR Kim J-B. D 0001-1100    |                         |                        | BLR S. Shundikov V 0011-0010 | POR J. Neto V 1000-0000   | MGL D. Nyamkhüü D 0001-1010 | Não avançou                                       | Não avançou |
| Przemysław Matyjaszek | -100 kg |                        | CHN Shao N. V 1101-0000        | ARG E. Costa V 1001-0000    | NED H. Grol D 0000-1000 |                        |                              | BRA L. Correa V 1000-0000 | HUN D. Hadfi V 0011-0010    | Disputa pelo bronze: AZE M. Miraliyev D 0001-0110 | 5º          |
| Janusz Wojnarowicz    | +100 kg |                        | MGL B. Makhgal V 1000-0000     | UZB A. Tangriev D 0000-0010 |                         |                        | GER A. Tölzer D 0010-0100    | Não avançou               | Não avançou                 | Não avançou                                       | Não avançou |

Feminino
| Atleta            | Evento | Preliminares           | Fase de 32                  | Fase de 16                | Quartas                | Semifinais             | Repescagem             | Repescagem             | Repescagem             | Final                  | Final       |
| Atleta            | Evento | Preliminares           | Fase de 32                  | Fase de 16                | Quartas                | Semifinais             | 1ª fase                | Quartas                | Semifinais             | Final                  | Final       |
| Atleta            | Evento | Adversário e resultado | Adversário e resultado      | Adversário e resultado    | Adversário e resultado | Adversário e resultado | Adversário e resultado | Adversário e resultado | Adversário e resultado | Adversário e resultado | Pos.        |
| ----------------- | ------ | ---------------------- | --------------------------- | ------------------------- | ---------------------- | ---------------------- | ---------------------- | ---------------------- | ---------------------- | ---------------------- | ----------- |
| Katarzyna Pilocik | -70 kg |                        |                             | USA R. Rousey D 0000-1000 | Não avançou            | Não avançou            | Não avançou            | Não avançou            | Não avançou            | Não avançou            | Não avançou |
| Urszula Sadkowska | -70 kg |                        | KAZ G. Issanova D 0010-0101 | Não avançou               | Não avançou            | Não avançou            | Não avançou            | Não avançou            | Não avançou            | Não avançou            | Não avançou |

### Lutas
Greco-romana
| Atleta              | Evento  | Preliminar                     | Oitavas de final                   | Quartas de final       | Semifinal              | Repescagem 1ª rodada   | Repescagem 2ª rodada   | Final                  | Final       |
| Atleta              | Evento  | Adversário e resultado         | Adversário e resultado             | Adversário e resultado | Adversário e resultado | Adversário e resultado | Adversário e resultado | Adversário e resultado | Pos.        |
| ------------------- | ------- | ------------------------------ | ---------------------------------- | ---------------------- | ---------------------- | ---------------------- | ---------------------- | ---------------------- | ----------- |
| Julian Kwit         | -74 kg  |                                | BLR A. Mikhalovich D 1-3, 3-0, 2-3 | Não avançou            | Não avançou            | Não avançou            | Não avançou            | Não avançou            | Não avançou |
| Artur Michalkiewicz | -84 kg  | USA B. Vering D 0-4, 1-1       | Não avançou                        | Não avançou            | Não avançou            | Não avançou            | Não avançou            | Não avançou            | Não avançou |
| Marek Mikulski      | -120 kg | SWE J. Sjöberg D 4-0, 0-5, 0-3 | Não avançou                        | Não avançou            | Não avançou            | Não avançou            | Não avançou            | Não avançou            | Não avançou |

Livre masculino
| Atleta               | Evento  | Preliminar                     | Oitavas de final       | Quartas de final       | Semifinal              | Repescagem 1ª rodada   | Repescagem 2ª rodada   | Final                  | Final       |
| Atleta               | Evento  | Adversário e resultado         | Adversário e resultado | Adversário e resultado | Adversário e resultado | Adversário e resultado | Adversário e resultado | Adversário e resultado | Pos.        |
| -------------------- | ------- | ------------------------------ | ---------------------- | ---------------------- | ---------------------- | ---------------------- | ---------------------- | ---------------------- | ----------- |
| Krystian Brzozowski  | -74 kg  | KGZ A. Gitinov D 1-1, 1-3, 0-1 | Não avançou            | Não avançou            | Não avançou            | Não avançou            | Não avançou            | Não avançou            | Não avançou |
| Radosław Horbik      | -84 kg  | IRI R. Yazdani D 0-1, 1-3      | Não avançou            | Não avançou            | Não avançou            | Não avançou            | Não avançou            | Não avançou            | Não avançou |
| Mateusz Gucman       | -96 kg  | AZE K. Gazyumov D 0-3, 0-3     | Não avançou            | Não avançou            | Não avançou            | Não avançou            | Não avançou            | Não avançou            | Não avançou |
| Bartłomiej Bartnicki | -120 kg | CHN Liang L. D 1-1, 2-2        | Não avançou            | Não avançou            | Não avançou            | Não avançou            | Não avançou            | Não avançou            | Não avançou |

Livre feminino
| Atleta              | Evento | Preliminar             | Oitavas de final            | Quartas de final                       | Semifinal                 | Repescagem 1ª rodada   | Repescagem 2ª rodada   | Final                                      | Final             |
| Atleta              | Evento | Adversário e resultado | Adversário e resultado      | Adversário e resultado                 | Adversário e resultado    | Adversário e resultado | Adversário e resultado | Adversário e resultado                     | Pos.              |
| ------------------- | ------ | ---------------------- | --------------------------- | -------------------------------------- | ------------------------- | ---------------------- | ---------------------- | ------------------------------------------ | ----------------- |
| Monika Michalik     | -63 kg |                        | BLR V. Khilko V 0-1, 1-0, F | FRA L. Golliot-Legrand D 0-1, 3-0, 1-3 | Não avançou               | Não avançou            | Não avançou            | Não avançou                                | Não avançou       |
| Agnieszka Wieszczek | -72 kg |                        | CMR L. Annabel V 1-0, 6-0   | GER A. Schätzle V 1-1, 0-2, 4-1        | BUL S. Zlateva D 0-3, 0-5 |                        |                        | Disputa pelo bronze ESP M. Unda V 2-1, 1-0 | Medalha de bronze |

### Natação
Masculino
| Atleta(s)                                                    | Evento          | Eliminatórias | Eliminatórias | Semifinal   | Semifinal   | Final       | Final       |
| Atleta(s)                                                    | Evento          | Tempo         | Posição       | Tempo       | Posição     | Tempo       | Posição     |
| ------------------------------------------------------------ | --------------- | ------------- | ------------- | ----------- | ----------- | ----------- | ----------- |
| Bartosz Kizierowski                                          | 50 m livre      | 22s15         | 15º           | 22s12       | 15º         | Não avançou | Não avançou |
| Łukasz Gąsior                                                | 50 m livre      | 1m49s25       | 34º           | Não avançou | Não avançou | Não avançou | Não avançou |
| Przemysław Stańczyk                                          | 400 m livre     | 3m48s11       | 19º           |             |             | Não avançou | Não avançou |
| Paweł Korzeniowski                                           | 400 m livre     | 3m48s78       | 22º           |             |             | Não avançou | Não avançou |
| Paweł Korzeniowski                                           | 200 m borboleta | 1m55s21       | 5º            | 1m55s35     | 8º          | 1m54s60     | 6º          |
| Mateusz Sawrymowicz                                          | 1500 m livre    | 14m50s30      | 9º            |             |             | Não avançou | Não avançou |
| Maciej Hreniak                                               | 1500 m livre    | 15m16s16      | 24º           |             |             | Não avançou | Não avançou |
| Łukasz Wójt                                                  | 200 m medley    | 2m01s54       | 26º           | Não avançou | Não avançou | Não avançou | Não avançou |
| Łukasz Gąsior Łukasz Wójt Michał Rolicki Przemysław Stańczyk | 4x200 m livre   | 7m18s09       | 14º           |             |             | Não avançou | Não avançou |

Feminino
| Atleta(s)                                                                 | Evento          | Eliminatórias | Eliminatórias | Semifinal   | Semifinal   | Final       | Final       |
| Atleta(s)                                                                 | Evento          | Tempo         | Posição       | Tempo       | Posição     | Tempo       | Posição     |
| ------------------------------------------------------------------------- | --------------- | ------------- | ------------- | ----------- | ----------- | ----------- | ----------- |
| Agata Ewa Korc                                                            | 50 m livre      | 25s14         | 17º           | Não avançou | Não avançou | Não avançou | Não avançou |
| Agata Ewa Korc                                                            | 100 m livre     | 55s14         | 20º           | Não avançou | Não avançou | Não avançou | Não avançou |
| Paulina Barzycka                                                          | 200 m livre     | 2m00s92       | 32º           | Não avançou | Não avançou | Não avançou | Não avançou |
| Otylia Jędrzejczak                                                        | 400 m livre     | 4m05s50       | 9º            |             |             | Não avançou | Não avançou |
| Otylia Jędrzejczak                                                        | 100 m borboleta | 58s53         | 17º           | Não avançou | Não avançou | Não avançou | Não avançou |
| Otylia Jędrzejczak                                                        | 200 m borboleta | 2m06s91       | 5º            | 2m06s78     | 4º          | 2m07s02     | 4º          |
| Karolina Szczepaniak                                                      | 800 m livre     | 9m08s87       | 35º           |             |             | Não avançou | Não avançou |
| Zuzanna Mazurek                                                           | 100 m costas    | 1m02s77       | 36º           | Não avançou | Não avançou | Não avançou | Não avançou |
| Zuzanna Mazurek                                                           | 200 m costas    | 2m12s46       | 21º           | Não avançou | Não avançou | Não avançou | Não avançou |
| Katarzyna Baranowska                                                      | 200 m medley    | 2m12s47       | 9º            | 2m12s13     | 7º          | 2m13s36     | 8º          |
| Katarzyna Baranowska                                                      | 400 m medley    | 4m36s95       | 9º            |             |             | Não avançou | Não avançou |
| Katarzyna Wilk Paulina Barzycka Karolina Szczepaniak Katarzyna Baranowska | 4x200 m livre   | 8m07s40       | 15º           |             |             | Não avançou | Não avançou |

### Pentatlo moderno
Masculino
| Atleta           | Evento     | Tiro   | Tiro | Esgrima  | Esgrima | Natação | Natação | Hipismo | Hipismo | Corrida | Corrida | Total | Posição |
| Atleta           | Evento     | Pontos | PPM  | Vitórias | PPM     | Tempo   | PPM     | Pontos  | PPM     | Tempo   | PPM     | PPM   | Posição |
| ---------------- | ---------- | ------ | ---- | -------- | ------- | ------- | ------- | ------- | ------- | ------- | ------- | ----- | ------- |
| Marcin Horbacz   | Individual | 185    | 1156 | 14       | 736     | 2m03s52 | 1320    | 65.46   | 1088    | 9m49s27 | 1044    | 5344  | 13º     |
| Bartosz Majewski | Individual | 176    | 1048 | 18       | 832     | 2m09s14 | 1252    | 112.29  | 900     | 9m17s61 | 1180    | 5204  | 21º     |

Feminino
| Atleta              | Evento     | Tiro   | Tiro | Esgrima  | Esgrima | Natação | Natação | Hipismo | Hipismo | Corrida   | Corrida | Total | Posição |
| Atleta              | Evento     | Pontos | PPM  | Vitórias | PPM     | Tempo   | PPM     | Pontos  | PPM     | Tempo     | PPM     | PPM   | Posição |
| ------------------- | ---------- | ------ | ---- | -------- | ------- | ------- | ------- | ------- | ------- | --------- | ------- | ----- | ------- |
| Paulina Boenisz     | Individual | 183    | 1132 | 21       | 904     | 2m24s08 | 1192    | 83.27   | 1096    | 10 m20s95 | 1240    | 5564  | 6º      |
| Sylwia Czwojdzińska | Individual | 174    | 1024 | 21       | 904     | 2m18s76 | 1256    | 83.30   | 1040    | 10 m52s41 | 1112    | 5336  | 17º     |

Legenda: PPM = Pontos de Pentatlo moderno

### 

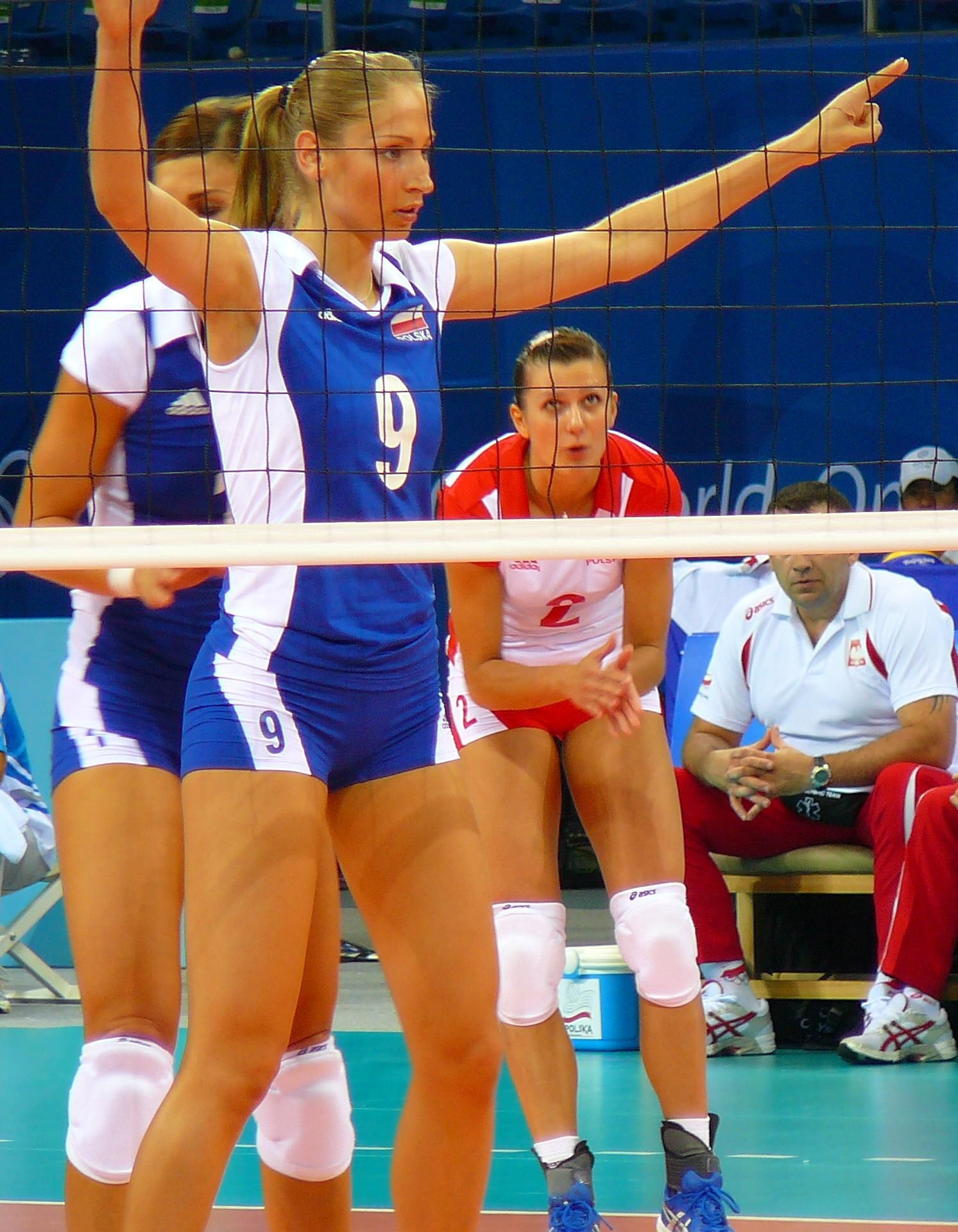
Agnieszka Bednarek durante os Jogos.

### Remo
Masculino
| Equipe | Evento          | Eliminatórias | Eliminatórias | Repescagem | Repescagem | Quartas | Quartas | Semifinal | Semifinal | Final   | Final                |
| Equipe | Evento          | Tempo         | Posição       | Tempo      | Posição    | Tempo   | Posição | Tempo     | Posição   | Tempo   | Posição (Pos. final) |
| --- | --------------- | ------------- | ------------- | ---------- | ---------- | ------- | ------- | --------- | --------- | ------- | -------------------- |
| Jarosław Godek Piotr Hojka | Dois sem        | 7m01s90       | 4º R          | 6m44s19    | 5º FC      |         |         |           |           | 6m53s68 | 2º (14º)             |
| Michal Jelinski Marek Kolbowicz Adam Korol Konrad Wasielewski                                                                                              | Skiff quádruplo | 5m38s76       | 1º S A/B      |            |            |         |         | 5m51s29   | 1º FA     | 5m41s33 | Medalha de ouro      |
| Miłosz Bernatajtys Bartłomiej Pawełczak Łukasz Pawłowski Paweł Rańda                                                                                       | Quatro sem leve | 5m52s06       | 3º S A/B      |            |            |         |         | 6m06s60   | 1º FA     | 5m49s39 | Medalha de prata     |
| Patryk Brzeziński Piotr Buchalski Mikołaj Burda Wojciech Gutorski Rafał Hejmej Sebastian Kosiorek Sławomir Kruszkowski Michał Stawowski Daniel Trojanowski | Oito com        | 5m34s95       | 2º R          | 5m42s92    | 4º FA      |         |         |           |           | 5m31s42 | 5º (5º)              |

Feminino
| Equipe          | Evento        | Eliminatórias | Eliminatórias | Repescagem | Repescagem | Quartas | Quartas  | Semifinal | Semifinal | Final   | Final                |
| Equipe          | Evento        | Tempo         | Posição       | Tempo      | Posição    | Tempo   | Posição  | Tempo     | Posição   | Tempo   | Posição (Pos. final) |
| --------------- | ------------- | ------------- | ------------- | ---------- | ---------- | ------- | -------- | --------- | --------- | ------- | -------------------- |
| Julia Michalska | Skiff simples | 7m41s16       | 2º Q          |            |            | 7m31s90 | 2º S A/B | 7m38s04   | 3º FA     | 7m43s44 | 6º (6º)              |

### Tênis
Masculino
| Atleta                               | Evento | Fase de 64             | Fase de 32                     | Fase de 16                              | Quartas                                  | Semifinais             | Final                  | Final       |
| Atleta                               | Evento | Adversário e resultado | Adversário e resultado         | Adversário e resultado                  | Adversário e resultado                   | Adversário e resultado | Adversário e resultado | Posição     |
| ------------------------------------ | ------ | ---------------------- | ------------------------------ | --------------------------------------- | ---------------------------------------- | ---------------------- | ---------------------- | ----------- |
| Mariusz Fyrstenberg Marcin Matkowski | Duplas |                        | CHN Yu X. - Zeng S. V 6-3, 6-4 | CZE M. Damm - P. Vízner V 1-6, 7-6, 7-5 | SWE S. Aspelin - T. Johansson D 6-7, 4-6 | Não avançou            | Não avançou            | Não avançou |

Feminino
| Atleta                                | Evento  | Fase de 64                  | Fase de 32                                   | Fase de 16             | Quartas                | Semifinais             | Final                  | Final       |
| Atleta                                | Evento  | Adversário e resultado      | Adversário e resultado                       | Adversário e resultado | Adversário e resultado | Adversário e resultado | Adversário e resultado | Posição     |
| ------------------------------------- | ------- | --------------------------- | -------------------------------------------- | ---------------------- | ---------------------- | ---------------------- | ---------------------- | ----------- |
| Marta Domachowska                     | Simples | BUL T. Pironkova D 3-6, 4-6 | Não avançou                                  | Não avançou            | Não avançou            | Não avançou            | Não avançou            | Não avançou |
| Agnieszka Radwańska                   | Simples | TPE Chan Y-J. V 6-1, 7-6    | ITA F. Schiavone D 3-6, 6-7                  | Não avançou            | Não avançou            | Não avançou            | Não avançou            | Não avançou |
| Marta Domachowska Agnieszka Radwańska | Duplas  |                             | UKR A. Bondarenko - K. Bondarenko D 3-6, 2-6 | Não avançou            | Não avançou            | Não avançou            | Não avançou            | Não avançou |
| Klaudia Jans Alicja Rosolska          | Duplas  |                             | USA L. Davenport - L. Huber D 2-6, 1-6       | Não avançou            | Não avançou            | Não avançou            | Não avançou            | Não avançou |

### Tênis de mesa
Masculino
| Atleta(s)        | Evento     | Preliminar             | 1ª etapa                                    | 2ª etapa                                                  | 3ª etapa                                   | 4ª etapa               | Quartas                | Semifinais             | Final                  |
| Atleta(s)        | Evento     | Adversário e resultado | Adversário e resultado                      | Adversário e resultado                                    | Adversário e resultado                     | Adversário e resultado | Adversário e resultado | Adversário e resultado | Adversário e resultado |
| ---------------- | ---------- | ---------------------- | ------------------------------------------- | --------------------------------------------------------- | ------------------------------------------ | ---------------------- | ---------------------- | ---------------------- | ---------------------- |
| Lucjan Błaszczyk | Individual |                        | CGO S. Saka V 4-0 (11-9, 11-3, 13-11, 11-2) | CZE P. Korbel V 4-2 (11-9, 11-9, 7-11, 11-4, 10-12, 11-8) | CHN Wang L. D 0-4 (2-11, 6-11, 7-11, 8-11) | Não avançou            | Não avançou            | Não avançou            | Não avançou            |

Feminino
| Atleta(s) | Evento     | Preliminar             | 1ª etapa                                                       | 2ª etapa                                                      | 3ª etapa               | 4ª etapa               | Quartas                | Semifinais             | Final                  |
| Atleta(s) | Evento     | Adversário e resultado | Adversário e resultado                                         | Adversário e resultado                                        | Adversário e resultado | Adversário e resultado | Adversário e resultado | Adversário e resultado | Adversário e resultado |
| --------- | ---------- | ---------------------- | -------------------------------------------------------------- | ------------------------------------------------------------- | ---------------------- | ---------------------- | ---------------------- | ---------------------- | ---------------------- |
| Xu Jie    | Individual |                        | FRA Xian Y-F. D 3-4 (6-11, 4-11, 11-6, 9-11, 11-8, 11-8, 7-11) | Não avançou                                                   | Não avançou            | Não avançou            | Não avançou            | Não avançou            | Não avançou            |
| Li Qian   | Individual |                        |                                                                | BLR T. Kostromina D 2-4 (7-11, 9-11, 6-11, 11-5, 11-9, 10-12) | Não avançou            | Não avançou            | Não avançou            | Não avançou            | Não avançou            |

| Atletas                        | Evento  | Fase de grupos         | Fase de grupos | Semifinal              | Repescagem 1ª rodada   | Repescagem 2ª rodada   | Final                  | Pos.        |
| Atletas                        | Evento  | Adversário e resultado | Pos.           | Adversário e resultado | Adversário e resultado | Adversário e resultado | Adversário e resultado | Pos.        |
| ------------------------------ | ------- | ---------------------- | -------------- | ---------------------- | ---------------------- | ---------------------- | ---------------------- | ----------- |
| Xu Jie Li Qian Natalia Partyka | Equipes | HKG Hong Kong D 0-3    | 3º (Grupo C)   | Não avançou            | Não avançou            | Não avançou            | Não avançou            | Não avançou |
| Xu Jie Li Qian Natalia Partyka | Equipes | GER Alemanha V 3-1     | 3º (Grupo C)   | Não avançou            | Não avançou            | Não avançou            | Não avançou            | Não avançou |
| Xu Jie Li Qian Natalia Partyka | Equipes | ROU Romênia D 2-3      | 3º (Grupo C)   | Não avançou            | Não avançou            | Não avançou            | Não avançou            | Não avançou |

### Tiro
Masculino
| Atleta            | Evento                 | Qualificação | Qualificação | Final       | Final       | Posição |
| Atleta            | Evento                 | Placar       | Posição      | Placar      | Total       | Posição |
| ----------------- | ---------------------- | ------------ | ------------ | ----------- | ----------- | ------- |
| Robert Kraskowski | Carabina de ar 10 m    | 589          | 33º          | Não avançou | Não avançou | 33º     |
| Robert Kraskowski | Carabina deitado 50 m  | 591          | 25º          | Não avançou | Não avançou | 25º     |
| Robert Kraskowski | Carabina três posições | 1156         | 33º          | Não avançou | Não avançou | 33º     |
| Wojciech Knapik   | Pistola de ar 10 m     | 577          | 24º          | Não avançou | Não avançou | 24º     |
| Wojciech Knapik   | Pistola livre 50 m     | 543          | 39º          | Não avançou | Não avançou | 39º     |

Feminino
| Atleta                      | Evento                 | Qualificação | Qualificação | Final       | Final       | Posição |
| Atleta                      | Evento                 | Placar       | Posição      | Placar      | Total       | Posição |
| --------------------------- | ---------------------- | ------------ | ------------ | ----------- | ----------- | ------- |
| Sylwia Bogacka              | Carabina de ar 10 m    | 397          | 7º           | 98,7        | 495,7       | 8º      |
| Sylwia Bogacka              | Carabina três posições | 582          | 10º          | Não avançou | Não avançou | 10º     |
| Agnieszka Staroń            | Carabina de ar 10 m    | 393          | 25º          | Não avançou | Não avançou | 25º     |
| Agnieszka Staroń            | Carabina três posições | 581          | 11º          | Não avançou | Não avançou | 11º     |
| Mirosława Sagun-Lewandowska | Pistola de ar 10 m     | 384          | 7º           | 97,3        | 481,3       | 5º      |
| Mirosława Sagun-Lewandowska | Pistola livre 25 m     | 574          | 30º          | Não avançou | Não avançou | 30º     |
| Sławomira Szpek             | Pistola de ar 10 m     | 378          | 30º          | Não avançou | Não avançou | 30º     |
| Sławomira Szpek             | Pistola livre 25 m     | 575          | 27º          | Não avançou | Não avançou | 27º     |

### Tiro com arco
Masculino
| Atleta                                    | Evento     | Fase de Ranking | Fase de Ranking | Fase de 64                       | Fase de 32                       | Oitavas                 | Quartas                     | Semifinais             | Final                  | Final       |
| Atleta                                    | Evento     | Placar          | Chave           | Adversário e resultado           | Adversário e resultado           | Adversário e resultado  | Adversário e resultado      | Adversário e resultado | Adversário e resultado | Posição     |
| ----------------------------------------- | ---------- | --------------- | --------------- | -------------------------------- | -------------------------------- | ----------------------- | --------------------------- | ---------------------- | ---------------------- | ----------- |
| Rafał Dobrowolski                         | Individual | 667             | 13º             | MYA N. Myo Aung V 110-106        | UKR O. Serdyuk V 111 (9)-111 (8) | KOR Park K-M. D 105-113 | Não avançou                 | Não avançou            | Não avançou            | Não avançou |
| Piotr Piątek                              | Individual | 649             | 43º             | JPN R. Moriya D 109 (9)-109 (10) | Não avançou                      | Não avançou             | Não avançou                 | Não avançou            | Não avançou            | Não avançou |
| Jacek Proć                                | Individual | 661             | 19º             | CHN Li W. V 116-111 (OR)         | AUS S. Kim V 111-110             | UKR V. Ruban D 108-114  | Não avançou                 | Não avançou            | Não avançou            | Não avançou |
| Rafał Dobrowolski Piotr Piątek Jacek Proć | Equipes    | 1977            | 8º              |                                  |                                  | AUS Austrália V 223-218 | KOR Coreia do Sul D 222-224 | Não avançou            | Não avançou            | Não avançou |

Feminino
| Atleta                                                    | Evento     | Fase de Ranking | Fase de Ranking | Fase de 64                  | Fase de 32                  | Oitavas                | Quartas                | Semifinais             | Final                  | Final       |
| Atleta                                                    | Evento     | Placar          | Chave           | Adversário e resultado      | Adversário e resultado      | Adversário e resultado | Adversário e resultado | Adversário e resultado | Adversário e resultado | Posição     |
| --------------------------------------------------------- | ---------- | --------------- | --------------- | --------------------------- | --------------------------- | ---------------------- | ---------------------- | ---------------------- | ---------------------- | ----------- |
| Iwona Marcinkiewicz                                       | Individual | 620             | 43º             | IND B. Devi V 103-101       | RUS N. Erdyniyeva D 103-104 | Não avançou            | Não avançou            | Não avançou            | Não avançou            | Não avançou |
| Justyna Mospinek                                          | Individual | 643             | 19º             | JPN S. Kitabatake D 101-103 | Não avançou                 | Não avançou            | Não avançou            | Não avançou            | Não avançou            | Não avançou |
| Małgorzata Ćwienczek                                      | Individual | 645             | 13º             | DEN L. Laursen V 113-100    | MEX M. Avitia D 100-109     | Não avançou            | Não avançou            | Não avançou            | Não avançou            | Não avançou |
| Iwona Marcinkiewicz Justyna Mospinek Małgorzata Ćwienczek | Equipes    | 1908            | 4º              |                             |                             |                        | FRA França D 211-218   | Não avançou            | Não avançou            | Não avançou |

### Triatlo
Masculino
| Atleta         | Evento    | Natação | Natação | Ciclismo | Ciclismo | Corrida       | Corrida       | Total         | Posição final |
| Atleta         | Evento    | Tempo   | Posição | Tempo    | Posição  | Tempo         | Posição       | Total         | Posição final |
| -------------- | --------- | ------- | ------- | -------- | -------- | ------------- | ------------- | ------------- | ------------- |
| Marek Jaskółka | Masculino | 18m55s  | 51º     | -1 volta | -1 volta | Não completou | Não completou | Não completou | Não completou |

Feminino
| Atleta         | Evento   | Natação | Natação | Ciclismo | Ciclismo | Corrida | Corrida | Total      | Posição final |
| Atleta         | Evento   | Tempo   | Posição | Tempo    | Posição  | Tempo   | Posição | Total      | Posição final |
| -------------- | -------- | ------- | ------- | -------- | -------- | ------- | ------- | ---------- | ------------- |
| Maria Cześniak | Feminino | 20 m02s | 26º     | 1h27m30s | 40º      | 38m05s  | 32º     | 2h06m12s02 | 35º           |
| Ewa Dederko    | Feminino | 21m02s  | 50º     | 1m26m55s | 36º      | 37m42s  | 29º     | 2h05m09s85 | 30º           |

### Vela
Masculino
| Atleta                              | Evento | Regata | Regata | Regata | Regata | Regata | Regata | Regata | Regata | Regata | Regata | Regata  | Pontos | Posição |
| Atleta                              | Evento | 1      | 2      | 3      | 4      | 5      | 6      | 7      | 8      | 9      | 10     | M       | Pontos | Posição |
| ----------------------------------- | ------ | ------ | ------ | ------ | ------ | ------ | ------ | ------ | ------ | ------ | ------ | ------- | ------ | ------- |
| Przemysław Miarczyński              | RS:X   | 17     | 21     | 27     | 20     | 15     | 2      | 7      | 1      | 15     | 18     | Não av. | 116    | 16º     |
| Maciej Grabowski                    | Laser  | 9      | 19     | 22     | 18     | 16     | 23     | 32     | 20     | 4      |        | Não av. | 131    | 16º     |
| Patryk Piasecki Kacper Ziemiński    | 470    | 20     | 9      | 20     | 23     | 17     | 16     | 8      | 24     | 23     | 15     | Não av. | 151    | 19º     |
| Mateusz Kusznierewicz Dominik Życki | Star   | 5      | 6      | 8      | 2      | 10     | 9      | 3      | 5      | 6      | 13     | 2       | 59     | 4º      |

Feminino
| Atleta              | Evento       | Regata | Regata | Regata | Regata | Regata | Regata | Regata | Regata | Regata | Regata | Regata | Pontos | Posição |
| Atleta              | Evento       | 1      | 2      | 3      | 4      | 5      | 6      | 7      | 8      | 9      | 10     | M      | Pontos | Posição |
| ------------------- | ------------ | ------ | ------ | ------ | ------ | ------ | ------ | ------ | ------ | ------ | ------ | ------ | ------ | ------- |
| Zofia Klepacka      | RS:X         | 17     | 16     | 17     | 5      | 4      | 2      | 1      | 1      | 3      | 17     | 16     | 82     | 7º      |
| Katarzyna Szotyńska | Laser Radial | 5      | 21     | 11     | 24     | 21     | 5      | 2      | 20     | 12     |        | 12     | 109    | 9º      |

Aberto
| Atleta                                 | Evento | Regata | Regata | Regata | Regata | Regata | Regata | Regata | Regata | Regata | Regata | Regata | Regata | Regata  | Pontos | Posição |
| Atleta                                 | Evento | 1      | 2      | 3      | 4      | 5      | 6      | 7      | 8      | 9      | 10     | 11     | 12     | M       | Pontos | Posição |
| -------------------------------------- | ------ | ------ | ------ | ------ | ------ | ------ | ------ | ------ | ------ | ------ | ------ | ------ | ------ | ------- | ------ | ------- |
| Rafał Szukiel                          | Finn   | 3      | 2      | 19     | 12     | 10     | 14     | 22     | 12     |        |        |        |        | 10      | 82     | 10º     |
| Marcin Czajkowski Krzysztof Kierkowski | 49er   | 18     | 15     | 6      | 12     | 15     | 14     | 18     | 18     | 16     | 9      | 19     | 6      | Não av. | 147    | 16º     |

### Voleibol
Masculino
| Equipe | Fase de Grupos | Fase de Grupos | Quartas de final                                       | Semifinal              | Final                  | Pos. |
| Equipe | Adversário e resultado | Pos.           | Adversário e resultado                                 | Adversário e resultado | Adversário e resultado | Pos. |
| --- | --- | -------------- | ------------------------------------------------------ | ---------------------- | ---------------------- | ---- |
| Krzysztof Gierczyński Piotr Gruszka Krzysztof Ignaczak Łukasz Kadziewicz Marcin Możdżonek Daniel Pliński Sebastian Świderski Marcin Wika Michał Winiarski Mariusz Wlazły Paweł Woicki Paweł Zagumny | GER Alemanha V 3 - 0 (25-17; 33-31; 25-20) EGY Egito V 3 - 0 (25-21; 25-18; 25-10) SRB Sérvia V 3 - 1 (31-29; 22-25; 25-22; 25-21) BRA Brasil D 0 - 3 (28-30; 19-25; 19-25) RUS Rússia V 3 - 2 (17-25; 26-24; 24-26; 25-23; 15-12) | 3º (Gr. B)     | ITA Itália D 2 - 3 (19-25; 22-25; 25-18; 28-26; 15-17) | Não avançou            | Não avançou            | 5º   |

Feminino
| Equipe | Fase de Grupos | Fase de Grupos | Quartas de final       | Semifinal              | Final                  | Pos. |
| Equipe | Adversário e resultado | Pos.           | Adversário e resultado | Adversário e resultado | Adversário e resultado | Pos. |
| --- | --- | -------------- | ---------------------- | ---------------------- | ---------------------- | ---- |
| Anna Barańska Agnieszka Bednarek Katarzyna Gajgał Małgorzata Glinka Joanna Kaczor Maria Liktoras Anna Podolec Milena Rosner Milena Sadurek Katarzyna Skorupa Katarzyna Skowrońska Mariola Zenik | CUB Cuba D 1 - 3 (25-21; 17-25; 20-25; 17-25) CHN China D 1 - 3 (25-22; 15-25; 20-25; 22-25) JPN Japão D 2 - 3 (21-25; 20-25; 25-18; 25-23; 11-15) VEN Venezuela V 3 - 0 (25-12; 25-12; 25-20) USA Estados Unidos D 2 - 3 (25-18; 21-25; 25-19; 19-25; 13-15) | 5º (Gr. A)     | Não avançou            | Não avançou            | Não avançou            | 9º   |

Legenda
| Recorde mundial      | Recorde mundial (World record)               |                       | Recorde africano                      | Recorde africano (African) |                                           | Q | Classificado por posição (Qualified) |
| Recorde olímpico     | Recorde olímpico (Olympic record)            | Recorde da América    | Recorde da América (Americas)         | q                          | Classificado por melhor tempo (Qualified) |   |                                      |
| Melhor marca do ano  | Melhor marca do ano (World leading)          | Recorde asiático      | Recorde asiático (Asian)              | DNS                        | Não largou (Did not start)                |   |                                      |
| Recorde nacional     | Recorde nacional (National record)           | Recorde europeu       | Recorde europeu (European)            | DNF                        | Não terminou (Did not finish)             |   |                                      |
| Recorde pessoal      | Recorde pessoal do atleta (Personal best)    | Recorde da Oceania    | Recorde da Oceania (Oceania)          | DSQ / DQ                   | Desclassificado (Disqualified)            |   |                                      |
| Recorde da temporada | Recorde da temporada do atleta (Season best) | Recorde sul-americano | Recorde sul-americano (South America) | NM                         | Sem marca (No mark)                       |   |                                      |

### Remo
| S | Classificado(a) para as semifinais |    |                        | FA | Final A (disputa de medalhas) |  |  | FD | Final D (sem medalhas) |
| Q | Classificado(a) para as quartas    | FB | Final B (sem medalhas) | FE | Final E (sem medalhas)        |  |  |    |                        |
| R | Classificado(a) para a repescagem  | FC | Final C (sem medalhas) | FF | Final F (sem medalhas)        |  |  |    |                        |

### Vela
| M   | Regata da Medalha da qual só participam os dez primeiros colocados das regatas anteriores  |  |  | CAN | Regata cancelada |
| BFD | Desclassificado por bandeira preta (Black Flag Disqualified)                               |  |  |     |                  |
| UFD | Desclassificado por bandeira "U" (U Flag Disqualified)                                     |  |  |     |                  |
| OCS | Largada queimada (On the Course Side of the starting line)                                 |  |  |     |                  |
| DNE | Desclassificação sem eliminação (infração a um item do regulamento da prova – Did Not End) |  |  |     |                  |